# 心性史
心性史（しんせいし、仏:Histoire des mentalités）は、伝統的な歴史学が戦争や政変といった（非日常的な）事件に注目し、文献を中心に研究を進めるのに対して、人々の思考様式や感覚といった日常的なものを、文献以外の図像、遺物、伝承なども使って研究しようとする歴史認識の方法である。

## 歴史
リュシアン・フェーヴル（Lucien Paul Victor Febvre、1878年 - 1956年）とマルク・ブロック（Marc Leopold Benjamin Bloch、1886年 - 1944年）が1929年に創刊した『社会経済史年報（Annales d'histoire economique et sociale）』のグループが、アナール学派として、人々の心性や想像力の世界、日常的思考、社会心理学的な部分を解き明かし歴史を記述する学問の潮流を作った。
学派は生まなかったが、同時代のユダヤ系ドイツ人社会学者で『文明化の過程』『宮廷社会』を書いたノルベルト・エリアス（Norbert Elias、1897年 - 1990年）、『中世の秋』を書いたオランダ人歴史家ヨハン・ホイジンガ（Johan Huizinga、1872年 - 1945年）も同様の発想を持った。
リュシアン・フェーヴルの『16世紀における不信仰の問題、ラブレーの宗教』、マルク・ブロックの『封建社会』などに心性的事実を扱う著述があるアナール学派の第一世代では、歴史における社会心理の解明は、経済史の研究と密接に結び付いていた。経済的な事実の読み取りから、人々の日常的な生活や考えるところを読み取ろうとした。しかし、アナール学派の第二世代からは、経済史の研究に重きを置き、心性の部分をあまり追求しなかった。数量的な取り扱いが難しく、科学的な処理が困難だったからである。
歴史研究における心性の部分の解明は、歴史人口学の分野から再びもたらされた。
1946年、フランス国立人口学研究所 機関誌『人口』に掲載されたジャン・ムーヴレの論文『アンシャン・レジーム期フランスの食糧危機と人口動態』は、飢饉や疫病、経済変動と死亡率などの把握の試行にあたって、文化的な状況を無視しないように記述したものであった。
1948年に公刊されたフィリップ・アリエスの『18世紀以後のフランス人口と生にたいするその態度の歴史』は、人口データを、人口変動の裏にある心理学的な要素に関心を持って読み解き記述したものであった。1960年に公刊された彼の『アンシャン・レジーム期の子供と家庭生活』と、同年に公刊された、ジャン・ムーヴレに師事したピエール・グーベールの『1600年から1730年までのボーヴェとボーヴェジ（副題：17世紀フランス社会史への貢献）』は、歴史人口学の分野から心性史を再生させる契機となった。
1960年代、盛んになった心性史の研究テーマは家族、教育、恐怖、健康、祭祀、性、死、食生活、身体的特徴、年齢層別人生、犯罪、病気、民間信仰、民衆文化、労働生活などである。
1972年『アナール』が“家族と社会”を、1973年歴史人口学会が機関誌に“子供と家族”を特集した。1975年フランソワ・ルブランが『アンシャン・レジーム期の夫婦生活』を、1976年ジャン・ルイ・フランドンが『伝統的社会の家族、親類、家、性』を出版、ミシェル・ヴォヴェルとピエール・ショーニュが遺言書を研究するなど、心性史の研究は盛んになった。
竹岡敬温によれば、1960年代の心性史の研究の活発化は、第二次世界大戦後の急速な経済の成長と科学技術の進歩のなかで生まれた 進歩に対する信仰(進歩史観) への疑念と無縁ではなかった。すなわち、研究家が心性を知ろうとして歴史（の一時点）を研究するとき、進歩した現在 より遅れた一段階にある存在として描き出すことを望まなかった。他の人間科学がその研究対象として社会を見るのと同じようなやり方で、共時的研究をしようと指向した。
竹岡敬温によれば、同時代の他の人間科学は逆に歴史的変化のなかに意味を見い出そうと傾いており、その接点のいちばん顕著な例が、 L'Histoire de la folie à l'âge classique(日本語訳版書名『狂気の歴史』)を書いた哲学者ミシェル・フーコーなのだという。

## マルクス主義と心性史
竹岡敬温は著書『『アナール』学派と社会史』のなかで、心性史が盛んになった側面には、社会経済史のある硬直的な傾向、俗化したマルクス主義中毒を中和する気分転換として広まった面があることを無視してはいけないと述べている。

## 心性史と史料
心性史の研究でも、史料にあたるところは伝統的な歴史学と同じである。ただ心性史の研究においては、それら史料が表している心性メカニズムを読み取ろうとする意思がなければならない、と著書『『アナール』学派と社会史』のなかで竹岡敬温は述べている。

## 学際的研究
心性史は時代時代の人間の心理・精神・心性を解き明かそうと指向するので、民族学、人類学、社会学、社会心理学などと接近し、学際的な研究を指向するものである。それぞれの学問分野で培った方法・方法論や技術的な手段を援用・応用しつつ、それぞれの学問分野の“専門精神”をしりぞける精神を求められる、という（竹岡敬温）。

## 初期アナール学派の環境
初期アナール学派へと続く、あるいは生み出す土壌・環境として、1891年に人文地理学のヴィダル・ド・ラ・ブラージュ(Paul Vidal de La Blache)らが創刊した『地理学年報(Annals de géographie)』、1898年に創刊された社会学のデュルケーム学派（エミール・デュルケーム(Emile Durkheim)）の『社会学年報(L'Année sociologique)』、1900年に『歴史綜合雑誌(Revue de synthése historique)』を創刊した哲学のアンリ・ベール(Henri Berr)らの活動がある。